# 곤양면
곤양면(昆陽面)은 대한민국 경상남도 사천시의 면이다. 남해고속도로 12.5km가 동서로 통과하고 있어 교통이 편리하며 서부 3개면의 중심지역이다. 농업을 주업으로 하고 일부는 어업을 겸업(251세대)하고 있다. 조선시대 495년 동안 곤양군의 중심지였으며, 신라시대 불교성행으로 많은 사찰이 있었으며, 매향비(보물 제 614호), 비자나무(천연기념물 제287호), 보안암석굴, 곤양향교가 있다.

## 연혁
- 삼국시대 거열성
- 통일신라시대 포촌현
- 1018년 고려 현종 9년 곤명현
- 1419년 조선 세종 1년 곤남군
- 1437년 조선 세종 19년 곤양군
- 1914년 군 폐합과 재 개편에 의거 사천군 편입, 곤양면이라 칭함
  - 서포면 무고리, 맥사리 곤양면 편입
  - 곤양면 가호마을 진주시 나동면 편입
- 1995년 5월 10일 사천시 곤양면으로 행정구역 변경[2]

## 행정 구역
- 가화리(加花里)
- 검정리(儉丁里)
- 대진리(大津里)
- 무고리(舞鼓里)
- 맥사리(脈社里)
- 흥사리(興士里)
- 환덕리(還德里)
- 중항리(中項里)
- 송전리(松田里)
- 성내리(城內里)
- 서정리(西鼎里)
- 묵곡리(默谷里)
- 남문외리(南門外里)

## 교육
- 곤양초등학교 (성내리)
  - 동명분교 (폐교) - 곤양면 대밭골길 113 (중항리)
- 건흥초등학교 (폐교) - 곤양면 검정1길 41 (검정리)
- 곤양중학교 (송전리)
- 곤양고등학교 (서정리)

## 문화
- 매향비
- 다솔사
- 보안암석굴
- 비자나무
- 곤양향교
- 환덕리 조씨고가
- 우산 봉수대
- 응취루
- 요라파 목장
- 상정 비봉내 마을

## 출신 인물
- 최원형 - 독립운동가
- 김희곤 - 문필가
- 김정 - 서예가